# Чуба Володимир Трохимович
Володи́мир Трохи́мович Чуба́ (нар. 1 листопада 1930, Піддубне Сокальського району Львівської області) — український хоровий диригент і педагог, професор Київської консерваторії.

## Життєпис
Народився в селі Піддубне Сокальського району Львівської області в бідній родині. Батьки, які мали четверо синів та дві дочки, щоб вижити і дати дітям освіту, наймалися у поляка Вендриховського, який мав свій фільварок. Володимир закінчив чотири класи школи у рідному селі, а далі — сім класів в Угнівській школі.
Після закінчення Львівського музпедучилища викладав у Сокальському педагогічному училищі.
1960 — закінчив Львівську консерваторію.
Згодом 5 років викладав у Ніжинському культурно-освітньому училищі, після чого перейшов на роботу в Міністерство культури УРСР, де півроку займав посаду директора центрального методичного кабінету.
З липня 1966 року на запрошення проректора Київської консерваторії Олега Семеновича Тимошенка Володмир Чуба почав працювати в столичному музичному виші завідувачем учбового відділу. Ґрунтовна обізнаність з проблемами мистецького фаху, зокрема вузівської підготовки музикантів, з одного боку, і базова освіта музиканта-професіонала, з іншого дозволили йому стати викладачем (з 1971 року), а згодом і професором кафедри хорового диригування.
Після виходу на пенсію 2004 року Володимир Трохимович проживає у Львові.

## Учні
Виховав цілу плеяду талановитих диригентів і музикознавців. Серед його учнів — народні артисти України Микола Гобдич і Віктор Здоренко, заслужений артист України Сергій Адаменко, композитор Михайло Довганич, заслужений працівник культури України Юрій Мельник, диригент, педагог, редактор церковних піснеспівів Тарас Миронюк (камерний хор «Дзвони Подолу»), майбутній Міністр культури України Михайло Кулиняк.